# جيمي بوند
جيمي بوند (بالإنجليزية: Jimmy Bond)‏ هو موسيقي أمريكي، ولد في 27 يناير 1933 في فيلادلفيا في الولايات المتحدة، وتوفي في 26 أبريل 2012 في لوس أنجلوس في الولايات المتحدة بسبب مرض.

## وصلات خارجية
- جيمي بوند على موقع IMDb (الإنجليزية)
- جيمي بوند على موقع ميوزك برينز (الإنجليزية)
- جيمي بوند على موقع ميوزك برينز (الإنجليزية)
- جيمي بوند على موقع أول ميوزيك (الإنجليزية)
- جيمي بوند على موقع ديسكوغز (الإنجليزية)